# Ctenus serrichelis
Ctenus serrichelis là một loài nhện trong họ Ctenidae.
Loài này thuộc chi Ctenus. Ctenus serrichelis được Cândido Firmino de Mello-Leitão miêu tả năm 1922.